# Neomyia flavidipennis
Neomyia flavidipennis är en tvåvingeart som först beskrevs av Macquart 1843.  Neomyia flavidipennis ingår i släktet Neomyia och familjen husflugor. Inga underarter finns listade i Catalogue of Life.